# Classe (matematica)
Nella moderna teoria degli insiemi, per classe si intende una generica collezione di oggetti che possono essere univocamente identificati (per esempio, tramite una proprietà che li accomuni).

## Descrizione
Tutti gli insiemi sono classi, ma non è vero il contrario. Una classe che non sia un insieme si dice classe propria. La distinzione tra classe e insieme è necessaria per evitare i paradossi che emergono dalla teoria ingenua degli insiemi, come il paradosso di Russell.
Una classe propria non può appartenere a un altro insieme o classe e non è soggetta agli assiomi di Zermelo-Fraenkel, che di fatto definiscono una teoria in cui questi oggetti non sono contemplati. Un'assiomatizzazione della teoria degli insiemi che comprenda le classi proprie è data dagli assiomi di Von Neumann-Bernays-Gödel, dove le classi sono gli oggetti fondamentali e gli insiemi vengono definiti come quelle classi che sono elementi di qualche altra classe.
Diversi oggetti che ricorrono in matematica sono troppo "grandi" per essere insiemi; una teoria che comprenda le classi proprie è quindi necessaria in branche quali la teoria delle categorie o l'analisi non-standard.
La parola "classe" è talvolta usata come sinonimo di "insieme", soprattutto nel termine "classe di equivalenza". Questo uso risale a un periodo storico in cui classi e insiemi non erano distinti come nella terminologia moderna. Molte discussioni sulle "classi" del XIX secolo in realtà erano riferite a quelli che con terminologia successiva saranno definiti insiemi.